# جوزيف ليلي
جوزيف ليلي (بالإنجليزية: Joseph Lilly)‏ هو مترجم أمريكي، ولد في 1893، وتوفي في 1952.